# Sankt Thomas (Autriche)
Pour les articles homonymes, voir Sankt Thomas.
Sankt Thomas est une commune autrichienne du district de Grieskirchen en Haute-Autriche.